# Futureal
Futureal är en låt och singel av det brittiska heavy metal-bandet Iron Maiden. Låten är den andra singeln från albumet Virtual XI och är den sista med Blaze Bayley som sångare. Året därpå slutade han och Bruce Dickinson kom tillbaka och tog hans plats. Återvände gjorde även den forna gitarristen Adrian Smith. Låten är skriven av basisten Steve Harris och sångaren Blaze Bayley.
Låten är snabb och energisk, och handlar om att vara så inne i en virtuell värld att linjen mellan fantasi och verklighet börjar bli osynlig. Karaktären i sången blir även paranoid vilket visar att hans hjärna blivit störd av hans virtuella aktiviteter och att han är på väg att försvinna in i det virtuella.
Låten förknippas lätt med onlinespel som till exempel MUD och MMORPG som kan ta över ens liv om man inte är försiktig. Historier som att man tagit sitt liv på grund av ett spel eller att man "spelade till man dog" har antagligen inspirerat till låten. Futureal är en låt om en person som skriver ett självmordsbrev, en person som till slut ser att personerna omkring honom är oroliga för honom, men att han förnekar det.
På B-sidan finns Man on the Edge och The Evil That Men Do, båda live från den 1 november, 1995 när bandet spelade i Göteborg under The X Factour. The Evil That Men Do sjöngs från början av Bruce Dickinson på albumet Seventh Son of a Seventh Son. 
Med på skivan finns också videon till The Angel and the Gambler. Den börjar med att Iron Maiden spelar "live" på en futuristisk scen. Runt scenen finns en massa datorer och en stor publik och rymdskepp flyger omkring scenen. 

## Låtlista
1. Futureal  (Harris, Bayley)
2. The Evil That Men Do (live) (Smith, Dickinson, Harris)
3. Man On The Edge (live) (Bayley, Gers)
4. The Angel And The Gambler (video)

## Banduppsättning
- Steve Harris - bas
- Blaze Bayley - sång
- Janick Gers - gitarr
- Nicko McBrain - trummor
- Dave Murray - gitarr